# Olney (Illinois)
Olney je grad u američkoj saveznoj državi Ilinois. Prema popisu stanovništva iz 2010. u njemu je živjelo 9.115 stanovnika.